# Сандро Вагнер
Сандро Вагнер (нім. Sandro Wagner, нар. 29 листопада 1987, Мюнхен, Німеччина) — німецький футболіст, нападник. Виступав, зокрема, за клуби «Вердер», «Герта», «Дуйсбург», «Гоффенхайм», а також національну збірну Німеччини. Чемпіон Німеччини. Володар Кубка Німеччини. Наразі - футбольний тренер.

## Клубна кар'єра
Народився 29 листопада 1987 року в місті Мюнхен. Вихованець футбольної школи клубу «Баварія».
Дебютував 2005 року, виступивши за команду «Баварія» II, в якій провів два сезони, взявши участь у 44 матчах чемпіонату.
Згодом з 2007-го по 2012-й рік грав у складі команд клубів «Баварія», «Дуйсбург» та «Вердер» II. Протягом цих років виборов титул чемпіона Німеччини, та став володарем Кубка Німеччини.
Своєю грою за останню команду привернув увагу представників тренерського штабу клубу «Вердер», до складу якого приєднався у 2010 році. Відіграв за бременський клуб наступні два сезони своєї ігрової кар'єри.
Протягом 2012 року захищав кольори команди клубу «Кайзерслаутерн».
Того ж 2012 року уклав контракт з клубом «Герта», у складі якого провів наступні три роки своєї кар'єри гравця. Більшість часу, проведеного у складі «Герти», був основним гравцем атакувальної ланки команди.
Протягом 2015—2016 років захищав кольори команди клубу «Дармштадт 98».
До складу клубу «Гоффенгайм 1899» приєднався у 2016 році. Відтоді встиг відіграти за гоффенгаймський клуб 31 матч в національному чемпіонаті.
На початку 2018 року перейшов до рідного йому ФК «Баварія». Даний трансфер здійснив Юпп Хайнкес, який сказав по закінченні підписання контракту: «Сандро дуже хороший. Він прекрасно розуміє свою роль в команді. Він — гравець світового рівня, як і Левандовський. Після покупки Вагнера трансферна кампанія Баварії завершена». Ціна трансферу 13 мільйонів євро .

## Виступи за збірні
Протягом 2008—2009 років залучався до складу молодіжної збірної Німеччини. На молодіжному рівні зіграв у 8 офіційних матчах, забив 4 голи.
2017 року дебютував в офіційних матчах у складі національної збірної Німеччини.
У складі збірної був учасником розіграшу Кубка конфедерацій 2017 року у Росії.

## Титули і досягнення
- Німеччина:
- Чемпіон Європи (U-21) (1): 2009

Володар Кубка конфедерацій (1): 2017
- Чемпіон Німеччини (2):

«Баварія»: 2007-08, 2017–18
- Володар Кубка Німеччини (1):

«Баварія»: 2007-08
- Володар Кубка німецької ліги (1):

«Баварія»: 2007
- Володар Суперкубка Німеччини (1):

«Баварія»: 2018